# ニクラス・ドルシュ
ニクラス・ベルント・ドルシュ（ドイツ語: Niklas Bernd Dorsch、1998年1月15日 - ）は、ドイツ・バイエルン州リヒテンフェルス出身のサッカー選手。FCアウクスブルク所属。ポジションはミッドフィールダー。

## クラブ経歴

### バイエルン・ミュンヘン
2012年に1.FCニュルンベルクの下部組織からFCバイエルン・ミュンヘンの下部組織に移籍。2015年にU-17のフリッツ・ヴァルター・メダルに輝いた。2015年9月2日に、2016年6月30日までの見習い契約および、以降2018年6月30日までの2年間のプロ契約を締結した。
2016年3月5日にFCバイエルン・ミュンヘンIIで選手初出場を記録。同年7月17日に初得点を記録した。2017-18シーズンにはセカンドチームで主将を務めた。
2018年4月28日に行われたブンデスリーガのアイントラハト・フランクフルト戦で出場しトップチーム初出場、43分にザンドロ・ヴァーグナーのアシストでトップチーム初得点も記録した。

### ハイデンハイム
2018年5月23日に2.ブンデスリーガの1.FCハイデンハイムに移籍金なしで移籍、3年契約を締結した。

### ヘント
2020年7月22日にKAAヘントに移籍、4年契約を締結した。

### アウクスブルク
2021年7月8日、FCアウクスブルクと5年契約を締結したことが発表された。

## 代表経歴
UEFA U-17欧州選手権2015では負傷のために活躍出来なかったものの、続く2015 FIFA U-17ワールドカップにも出場した。